# Veselá zubatá
Veselá zubatá je česká folk-rocková kapela, která vznikla v roce 2000 kolem brněnského výtvarníka a písničkáře Rudolfa Brančovského. Vydala čtyři alba, tři s rockovým či punkovým zvukem a jednu folkovou (Projekt velmi malého srpu). Kapela již nevystupuje, Rudolf Brančovský se věnuje své druhé skupině, Poletíme?

## Složení kapely
Kapelou prošlo více hudebníků, protože vznikla v Brně, pak se ale kapelník Brančovský přestěhoval do Prahy a kapelu téměř celou obměnil.
- Rudolf Brančovský – zpěv, kytara, písničky
- Michal Píchal – bicí
- Vojta Komárek – basová kytara
- Pavel Križovenský – flétna, saxofon, foukací harmonika
- Petr Čapek – kytara
- Šimon Konečný - basová kytara, klavír, zpěv

## Diskografie
- 328 z Tlustýho, 2001
- Projekt velmi malého srpu, 2002
- 62 minut v sádle, 2003
- Hodná sestra zlého Smrťáka Tvrďáka, 2006